# Formol-Titration
Bei der Formol-Titration handelt es sich um ein quantitatives Bestimmungsverfahren für Ammoniumsalze und primäre Amine.
Da Ammoniumverbindungen nicht ausreichend sauer (pKa-Wert 9,25) sind, um direkt mit Natronlauge bestimmt zu werden, nutzt man die Tatsache aus, dass bei Zugabe von Formaldehyd (Formol) das nur schwach basische Urotropin (pKa-Wert 5,2) entsteht:
{\displaystyle \mathrm {4\ NH_{4}^{+}\ +\ 6\ HCHO\ +\ 4\ H_{2}O\longrightarrow \ Urotropin\ +\ 6\ H_{2}O\ +\ 4\ H_{3}O^{+}} }
Die nach obiger Gleichgewichtsreaktion freigesetzten Oxoniumionen können mit Natronlauge gegen Phenolphthalein als Indikator titriert werden. Eingesetzt wird die Formoltitration zur Bestimmung von Ammoniumsalzen sowie von organisch gebundenem Stickstoff, nachdem dieser mittels Kjeldahl-Aufschluss in wasserlösliche Ammoniumverbindungen überführt worden ist. Die Formoltitration wurde 1907 von S. P. L. Sørensen entwickelt. Sørensen titrierte Aminosäuren mit Kalilauge in Gegenwart von Formaldehyd.